# Tricar
Ne doit pas être confondu avec Tricycle.

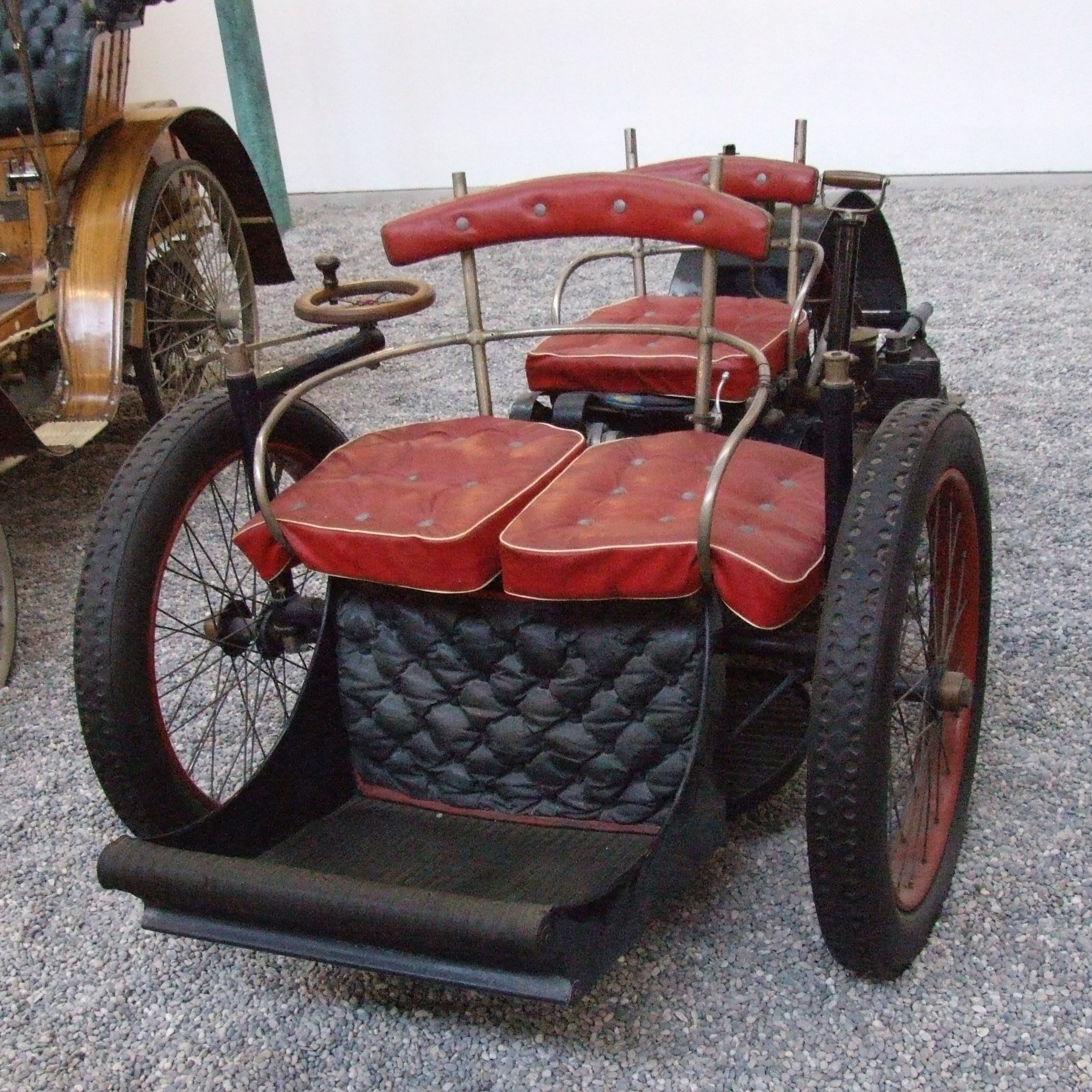
Voiturette de Léon Bollée (1896).

Le tricar est un véhicule automobile monté sur trois roues dont deux directrices à l'avant, ce mot fut créé dans les années 1920.

## Histoire
Le premier modèle a été fabriqué par Léon Bollée en 1895, il l'appela « Voiturette » et en déposa le nom ; avec des modèles spécialement préparés pour la compétition, il atteignit la vitesse de 60 km/h.
Il a été suivi par Thomas Humber (en) en 1904. Celui-ci ne rencontra pas le succès espéré et ne fut fabriqué que pendant un an.
Les premières Morgan étaient des tricars, et de nombreux autres constructeurs produisirent des tricars parce que ces véhicules disposaient d'avantages fiscaux. Des constructeurs de tricar ont disparu, tels Castle Motor Company et son Castle Three.
La Fabrique Nationale Herstal, en Belgique, fabriquait le FN Tricar, véhicule à trois roues sur base de la moto M12 de 1938 à 1940.

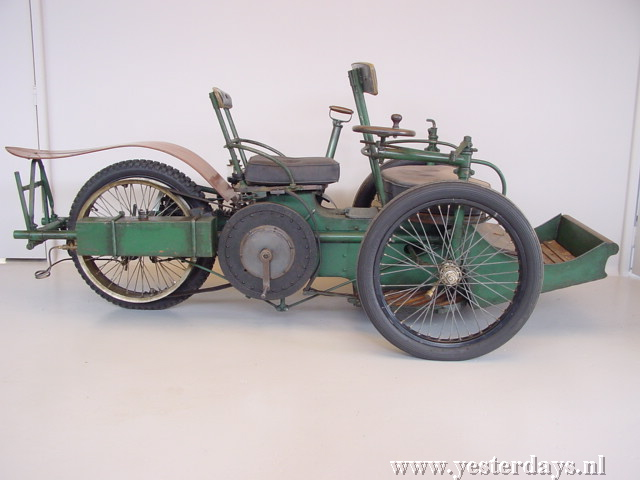
Modèle de Voiturette de Léon Bollée de 1896.
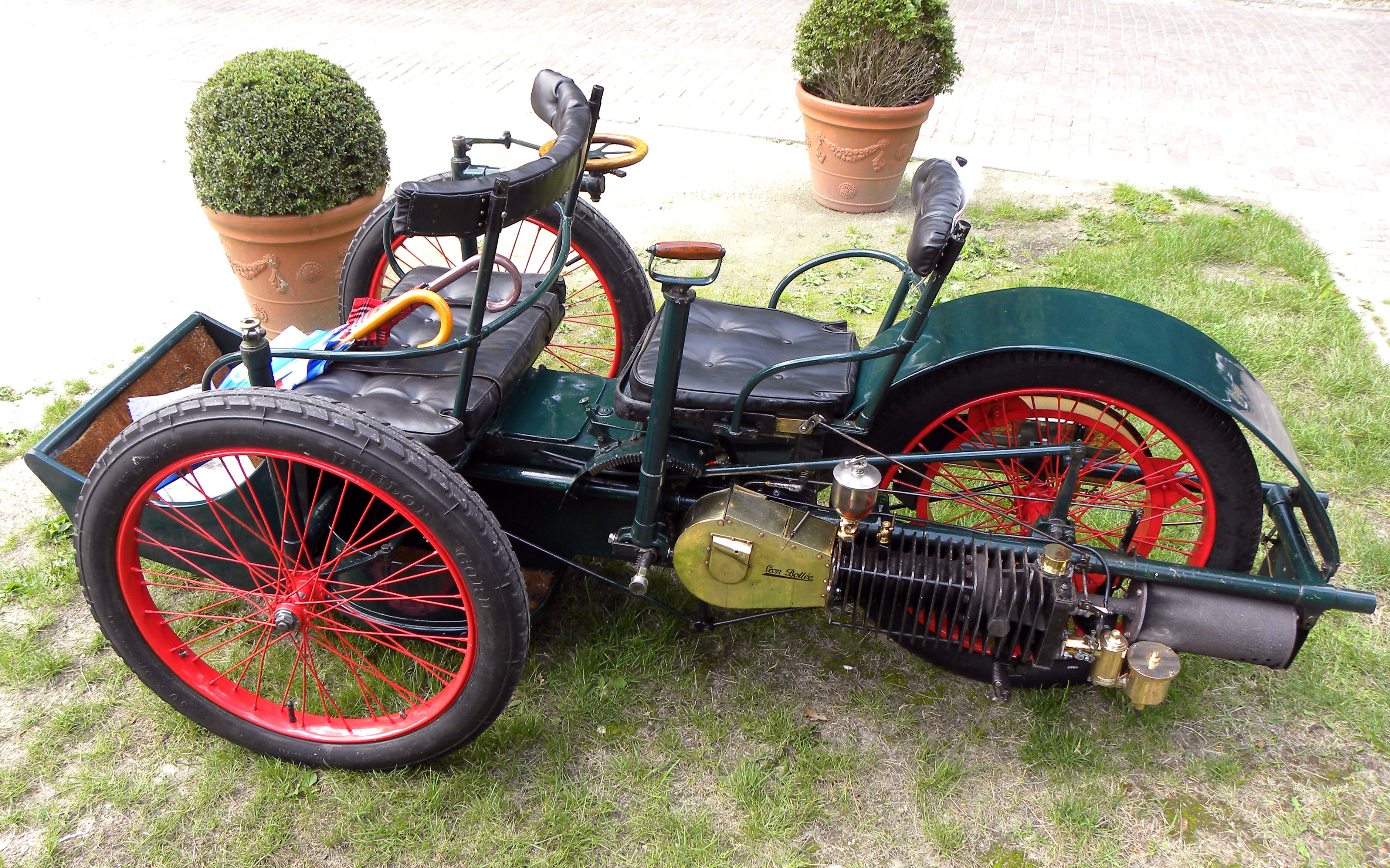
Voiturette de Léon Bollée.